# Johann Georg Lickl

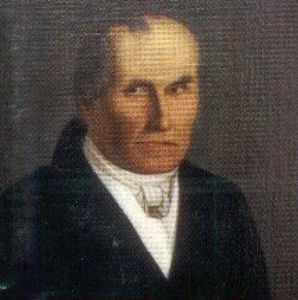
Johann Georg Lickl

Johann-Georg Lickl (auch Ligkl) (* 11. April 1769 in Korneuburg, Niederösterreich; † 12. Mai 1843 in Pécs (Fünfkirchen), Königreich Ungarn) war ein österreichischer Komponist.

## Leben und Wirken
Lickl erhielt in seiner Heimatstadt als Chorknabe Gesangs-, Klavier- und Orgelunterricht beim Regens chori Sebastian Witzig. 1785 ließ er sich in Wien nieder, wo er Johann Georg Albrechtsberger und Joseph Haydn kennenlernte. Ende der 1780er Jahre wurde er Organist an der Karmeliterkirche in der Leopoldstadt. 1804 komponierte er je eine Messe für Kaiserin Maria Theresia und den Fürsten Esterházy. In Zusammenarbeit mit Emanuel Schikaneder und anderen entstanden in der Folgezeit mehrere Singspiele und Opern für das Theater auf der Wieden.
Im Jahre 1805 erfolgte seine Ernennung zum Kapellmeister der Kathedrale St. Peter und Paul von Fünfkirchen, wo er fast 40 Jahre wirkte, und sich der kirchlichen Komposition zuwandte.
Von dem im Jahre 1843 verstorbenen Komponisten erschienen zu seinen Lebzeiten, unter anderem bei Haslinger und Joseph Eder in Wien, bei Johann Anton André in Offenbach und bei Johann Carl Gombart in Augsburg, zahlreiche Klavier- und Kammermusikwerke. Seine Söhne Karl Georg und Ägidius Karl waren ebenfalls Komponisten.